# Stazione di Chōgo
La stazione di Chōgo (長後駅?, Chōgo-eki) è una stazione ferroviaria situata nella città di Fujisawa, nella prefettura di Kanagawa, in Giappone, ed è servita dalla linea Odakyū Enoshima delle Ferrovie Odakyū.

## Linee
Ferrovie Odakyū
● Linea Odakyū Enoshima

## Struttura
La stazione è dotata di due marciapiedi a isola con quattro binari passanti in superficie, collegati al mezzanino sopraelevato da ascensori e scale fisse e mobili.
| 1-2 | ● Linea Odakyū Enoshima | per Fujisawa e Katase-Enoshima                   |
| 3-4 | ● Linea Odakyū Enoshima | per Yamato, Sagami-Ōno, Shinjuku e linea Chiyoda |

## Stazioni adiacenti
| «                     | Servizio              | »                     |
| Linea Odakyū Enoshima | Linea Odakyū Enoshima | Linea Odakyū Enoshima |
| --------------------- | --------------------- | --------------------- |
| Kōza-Shibuya          | Locale                | Shōnandai             |
| Yamato                | Espresso              | Shōnandai             |
| Transito              | Espresso rapido       | Transito              |